# Praha-Výstaviště
Praha-Výstaviště je železniční zastávka, která leží v km 1,319 železniční trati Praha–Rakovník v obvodu stanice Praha-Bubny. Nachází se v Praze mezi čtvrtí Holešovice a parkem Stromovka, poblíž areálu pražského výstaviště.
Výstavba začala v souvislosti s modernizací úseku od stanice Praha-Bubny v lednu 2023 a je součástí rozsáhlejší modernizace železnice Praha–Kladno s odbočkou na letiště Ruzyně. Zastávka byla zprovozněna 1. srpna 2025, kdy byla ukončena více než dvouletá výluka mezi stanicemi Praha-Bubny a Praha-Dejvice. Pravidelný provoz zde začal 4. srpna 2025.
Spoluautorem návrhu zastávky je architektonické studio dh architekti. Od stanice Praha-Bubny trať vede po estakádě obloukem podél ulice Strojnické, na západní straně zastávky vznikla nová lávka propojující nástupiště se Stromovkou a ulicí U studánky.

## Popis zastávky
V zastávce jsou dvě vnější nástupiště, která jsou u kolejí č. 5c a 3c (označení pro cestující č. 1 a 2) stanice Praha–Bubny. Nástupiště mají délku 220 m a nástupní hranu ve výšce 550 mm nad temenem kolejnice. Přístup na nástupiště je z ulic Strojnická, Dukelských hrdinů a U Výstaviště.